# NGC 6063
NGC 6063 é uma galáxia espiral (Sc) localizada na direcção da constelação de Serpens. Possui uma declinação de +07° 58' 46" e uma ascensão recta de 16 horas, 07 minutos e 13,1 segundos.
A galáxia NGC 6063 foi descoberta em 10 de Junho de 1882 por Édouard Jean-Marie Stephan.